# Bangladesh ai Giochi della XXIII Olimpiade
Il Bangladesh partecipò ai Giochi della XXIII Olimpiade, svoltisi a Los Angeles, Stati Uniti, dal 28 luglio al 12 agosto 1984, con una delegazione di un solo atleta. Portabandiera alla cerimonia di apertura fu il ventunenne velocista Saidur Rahman Dawn, sui 100 e sui 200 metri.
Fu la prima partecipazione di questo paese ai Giochi olimpici. Non furono conquistate medaglie.